# Camponotus mutilatus
Camponotus mutilatus é uma espécie de inseto do gênero Camponotus, pertencente à família Formicidae.